# Felice Caronni
Pour les articles homonymes, voir Caronni.
Felice Caronni (Monza, 8 novembre 1747 – Milan, 15 avril 1815) est un barnabite, archéologue et numismate italien.

## Biographie
Felice Caronni naquit à Monza le 8 novembre 1747. Étant allé prêcher un carême à Naples en 1804, il poursuivit son voyage pour la Sicile à la  recherche de médailles, monnaies et autres antiquités. Le 3 juin 1804 il s’embarqua, avec d’autres passagers, sur un petit bateau sicilien à destination de Naples. Alors que le bateau était en vue de Capri, il fut pris par les Barbaresques, et Caronni et les autres passagers furent emmenées captives à Tunis. Ayant été présenté au bey de Tunis Hammouda Pacha, Caronni fut confié en « liberté surveillée » au consul français Jacques Devoize.
Attendant que son cas fut résolu diplomatiquement et bénéficiant de cette semi-liberté qui lui était accordée, le père Caronni put examiner les vestiges archéologiques de cette région. Il parcourut les ruines de Carthage, et y passa trois semaines en contemplation : il y trouva des débris, et y leva des dessins de tout ce qu'il ne pouvait emporter ; il en fit part à des habitants de Tunis qui, de leur côté, avaient recueilli quelques monuments semblables : plusieurs provenaient des Grecs, des Romains et des Vandales. Toutes ces particularités, et beaucoup d'autres fort curieuses, sont consignées dans le récit que Caronni publia de son voyage en 1805, sous ce titre : Ragguaglio del viaggio compendioso di un dilettante antiquario, sorpreso dai corsari, condotto in Barbaria e felicemente ripatriato, imprimé à Milan, et vendu au profit des esclaves que l'auteur avait laissés en Barbarie. Ce récit forme la première partie d'un gros volume, dont la seconde a pour titre : Ragguaglio di alcuni monumenti di antichità ed arti, raccolti negli ultimi viaggi da un dilettante, etc. Le volume est accompagné de treize planches, où sont représentés tous les monuments que l'auteur a pu voir à Tunis et lors de ses visites aux ruines de Carthage et les médailles et les monnaies recueillies et examinées sur place. Caronni fut le premier à localiser avec précision le port antique de Carthage et à en rendre un témoignage écrit.
Le P. Caronni publia à Rome, en 1808, une traduction italienne des Kurtzgefasste Anfangsgründe du numismate autrichien Joseph Hilarius Eckhel, accompagnée de 5 grandes planches. Il rapportait de Rome à Milan le bref par lequel Pie VII avait excommunié Napoléon, lorsqu'il fut fouillé aux frontières du royaume d'Italie, et conduit comme prisonnier à Milan. Quand il obtint sa liberté, il alla en Hongrie, où le comte Mihály Viczay, qui avait un cabinet des médailles, lui en confia le soin. Il publia à Milan, en 1812, sous le titre de Caronni in Dacia, ses observations sur les lieux, les habitants et les antiquités de cette province. Ayant étudié particulièrement les mœurs des Roumains et Bohémiens transylvains, il crut reconnaître que la langue roumaine avait de l'analogie avec l'italien, et que celle des Bohémiens n'en avait aucune avec les autres langues connues. On peut voir la sympathie qu'il éprouve pour le peuple roumain, car il le décrit chaleureusement, il connaît le roumain et chose surprenante, ses dialectes. Il dit que les Roumains sont la partie de la population, la plus utile, la plus nombreuse et la plus diligente et il compare les coutumes roumaines avec celles des ancêtres Romains et des Italiens.

## Œuvres
- (it) Ragguaglio del viaggio compendioso di un dilettante antiquario, sorpreso da' corsari, condotto in Barberia e felicemente ripatriato, Milan, Sonzogno, 1805.
- (it) Ragguaglio di alcuni monumenti di antichità ed arti raccolti negli ultimi viaggi da un dilettante, Milan, Sonzogno, 1806 (lire en ligne).
- (it) Joseph nom Eckhel (trad. Felice Caronni), Lezioni elementari di numismatica antica, Rome, Stamperia Pagliarini, 1808.
- (la) Manuale doctrinae numorum veterum a celeberr. Eckhelio editae ... in compendium redactae, Rome, apud Franciscum Bourliè, 1808.
- (it) Caronni in Dacia: Mie osservazioni locali, nazionali, antiquarie sui Valacchi ..., Milan, G. Pirotta, 1812 (lire en ligne).
- (la) Musei Hedervarii in Hungaria numos antiquos M. A. Wiczay (2 vols.), Vienna, Typis patrum Mechitaristarum, 1814.
- (it) Salvatore Bono, Ragguaglio del viaggio in Barberia, Milan, Edizioni San Paolo, 1993 (ISBN 978-8821526947).